# Bill's Wife
Pour plus de détails, voir Fiche technique et Distribution.
Bill's Wife (littéralement, La Femme de Bill) est un film muet américain réalisé par Lynn Reynolds, sorti en 1916.

## Fiche technique
- Titre : Bill's Wife
- Réalisation : Lynn Reynolds
- Scénario : Lynn Reynolds
- Producteur : Carl Laemmle
- Société de production :  Universal Film Manufacturing Company
- Société de distribution :  Universal Film Manufacturing Company
- Pays d'origine :  États-Unis
- Langue : film muet avec les intertitres en anglais
- Métrage : 300 m (1 bobine)
- Format : Noir et blanc — 35 mm — 1,33:1 — Muet
- Genre : Comédie
- Durée : 10 minutes
- Dates de sortie : 
  -  États-Unis : 9 avril 1916

## Distribution
- Myrtle Gonzalez : Sally Smith
- Frankie Lee (en) : Jimmie
- Alfred Allen : M. Grouch
- Val Paul (en) : Butler
- Ruby Cox : la femme de ménage